# Сергійко (фільм)
«Сергійко» (рос. «Серёжа») — російський радянський художній фільм, перший повнометражний фільм кінорежисерів Георгія Данелії і Ігоря Таланкіна. Створений по мотивах повісті Віри Панової «Декілька історій з життя дуже маленького хлопчика» (рос. Несколько историй из жизни очень маленького мальчика).
Прем'єри фільму відбулися у: СРСР (12 серпня 1960 року), Фінляндія (25 листопада 1960 року), НДР (5 травня 1961 року), Австралія (23 травня 1961 року, міжнародний кінофестиваль в Аделаїді), Греція (вересень 1961 року, Міжнародний кінофестиваль у Салоніках), США (6 листопада 1961 року, Нью-Йорк).

## Сюжет
Мама п'ятирічного Сергійка вийшла заміж, і тепер в родині з'явився «новий тато». Малюк називає його за прізвищем — Коростельов. Можливо, це відбувається тому, що Коростельов став для хлопчика не тільки справжнім батьком і найкращим другом — він єдиний зі старших, хто розуміє, що має справу з справжньою особистістю…

## Актори
- Борис Бархатов — Сергійко
- Сергій Бондарчук — Дмитро Корнєєевич Коростельов, голова радгоспу, відчим Сергія
- Ірина Скобцева — Мар'яна, мати Сергія
- Любов Соколова — Поля, мати Васьки
- В'ячеслав Бровкін — в епізоді
- Наталія Чечьоткіна — Лідка
- Олексій Доценко — Шурік
- Кларіна Фролова — тьотя жінки
- Є. Гуляєва — в епізоді
- Петро Кирюткін — в епізоді
- Сергій Метеліцин — Васька
- Юрій Козлов — Женька, який поїхав поступати в ремісниче училище
- Василь Меркур'єв — дядько Костя, капітан
- Олександра Панова — тьотя Паша
- Микола Сергіїв — Лук'янич
- Володимир Лепко — дядько Петро

## Нагороди
- Великий приз «Кришталевий глобус» на міжнародному кінофестивалі у Карлових Варах (1960);
- Перша премія на Міжнародній зустрічі фільмів для юнацтва у Каннах (1960);
- Приз «Золота головка Паленке» на Міжнародному огляді фестивальних фільмів в Акапулько (1960);
- Похвальний відгук за найкращу постановку на МКФ в Стретфорде (1961);
- Приз «Золотий Лавр» (США, 1961);
- Почесні дипломи на МКФ у Ванкувері (1961) і Міжнародному кінофестивалі в Салоніках (1961).
- Найкращий фільм 1960 року за опитуванням журналу «Радянський екран».